# Надзвичайний комісар (фільм)
Надзвичайний комісар — радянський художній фільм 1970 року, знятий на кіностудії «Узбекфільм».

## Сюжет
Туркестан, 1920-ті роки. У ці важкі дні в Ташкенті спалахнув заколот, його очолив Осипов, недавній військовий комісар нового уряду. Контрреволюціонери, захопивши владу, розстріляли червоних комісарів. Серед засуджених був Нізаметдін Ходжаєв. Тяжко поранений, він дивом залишився живий… За особистим розпорядженням Леніна в Ташкент прибуває надзвичайний комісар Петро Кобозєв. Йому належить швидко і точно розібратися в обстановці і вжити відповідних заходів проти контрреволюціонерів. У цій складній ситуації дуже важливу роль зіграв Нізаметдін Ходжаєв, чия стійка воля і переконаність допомогли в боротьбі з ворогами…

## У ролях
- Суйменкул Чокморов — комісар Нізаметдін Ходжаєв
- Армен Джигарханян — комісар Петро Кобозєв
- Сергій Яковлєв — Казаков
- Ровшан Агзамов — епізод
- Нурмухан Жантурін — Салім Курбаши
- Володимир Козел — Успенський
- Набі Рахімов — Ширмат-бек
- Хамза Умаров — Муамед Мухманбеков
- Хікмат Латипов — мельник
- Джавлон Хамраєв — Макхамов
- Волемир Грузець — епізод
- Рахім Пірмухамедов — епізод
- Пулат Саїдкасимов — Уразбаєв
- Євген Сегеді — епізод

## Знімальна група
- Режисер — Алі Хамраєв
- Сценаристи — Одельша Агішев, Алі Хамраєв
- Оператор — Хатам Файзієв
- Композитор — Руміль Вільданов
- Художник — Емонуель Калонтаров